# Helicops polylepis
Helicops polylepis är en ormart som beskrevs av Günther 1861. Helicops polylepis ingår i släktet Helicops och familjen snokar. Inga underarter finns listade i Catalogue of Life.
Arten förekommer i Amazonområdet i Brasilien samt i angränsande regioner av Bolivia, Peru, Ecuador och Colombia. Den lever i låglandet och i kulliga områden upp till 600 meter över havet. Habitatet utgörs av regnskogar, galleriskogar, skogar som tidvis översvämmas och träskmarker. Helicops polylepis lever vid vattendrag och andra vattenansamlingar. Den simmar ofta och jagar fiskar. Denna orm är främst nattaktiv men de kan ibland vara dagaktiv. Honor lägger inga ägg utan föder levande ungar.
Hot som förekommer i begränsade regioner påverkar inte hela beståndet som antas vara stabilt. IUCN listar arten som livskraftig (LC).